# انچووتسی
انچووتسی (به بلغاری: Enchovtsi) یک منطقهٔ مسکونی در بلغارستان است که در تریاونا واقع شده‌است.